# 3045 Алоїс
3045 Алоїс (1984 AW, 1954 QD, 1965 QD, 1971 SB3, 1982 SY3, 3045 Alois) — астероїд головного поясу, відкритий 8 січня 1984 року.
Тіссеранів параметр щодо Юпітера — 3,201.